# Balik
Balik (bułg. Балик, grec. Μπαλίκας, zm. 1347) – władca Despotatu Dobrudży w latach ok. 1325–1347.
Przed 1345 rokiem oderwały się od Bułgarii ziemie między dolnym Dunajem a Morzem Czarnym, na których własne państwo utworzył bojar prawdopodobnie kumańskiego pochodzenia, Balik. Po jego śmierci państwo odziedziczył brat Balika, Dobrotica. W 1346 Balik wysłał swoich braci Dobroticę i Teodora wraz z 1000 żołnierzami na pomoc bizantyńskiej cesarzowej Annie Sabaudzkiej w wojnie domowej przeciwko Janowi VI Kantakuzenowi. Balik zmarł w 1347 roku prawdopodobnie z powodu „czarnej śmierci”.